# Cédar Viglietti
Cédar Viglietti Viscaints (Montevideo, 1 de agosto de 1908 - Montevideo, 30 de mayo de 1978) fue un músico, guitarrista, investigador, escritor y militar uruguayo.

## Biografía
Comenzó sus estudios de guitarra con su padre Jacinto Viglietti y se adentró en el mundo de este instrumento hasta llegar a ser su mayor investigador en Uruguay.
Cursó por empeño de su padre la carrera militar hasta el grado de coronel pero siempre estuvo interesado en la guitarra, en el folklore musical de su país y en la literatura. Así escribió numerosos artículos en periódicos de Montevideo, libros sobre el folklore musical uruguayo que obtuvieron premios del Ministerio de Instrucción Pública y Previsión Social de entonces. En 1955 publicó una novela titulada El clinudo, sobre la vida de un matrero que vivió en el este de Uruguay. Con esta obra obtuvo el Primer Premio en un concurso del ministerio antes citado.
En 1976 publicó Origen e historia de la guitarra en la editorial Albatros de Argentina.
Censurado por la dictadura cívico-militar, falleció a los 69 años en Montevideo, sin poder volver a tocar la guitarra en público.
Estuvo casado con la pianista clásica Lyda Indart. Fue padre del cantautor Daniel Viglietti y del guitarrista Cédar Viglietti, radicado en México e hijo de otra esposa.

## Libros
- Folklore en el Uruguay. La guitarra del gaucho. Sus danzas y canciones (Montevideo, 1947)
- El Clinudo: un gaucho alzao (Minas, 1955 - Montevideo, Ediciones de la Banda Oriental, 2004)
- Folklore musical del Uruguay (Ediciones del Nuevo Mundo. Montevideo, 1968)
- Origen e historia de la guitarra (Ediciones Albatros. Buenos Aires, 1976)

## Discografía
- Alrededor de 1947 Cédar grabó en Sondor 6 canciones que se dividieron en 3 discos de pizarra con 2 temas cada uno. Los mismos eran distribuidos en las escuelas gratuitamente.
- En 1956 graba para la casa de música «Casachicha» de Gavioli, Etchegoncelay y Amengual, un disco de acetato el cual contuvo 7 canciones de ritmos latinoamericanos.
- También existe una grabación no profesional del último concierto que Viglietti brindó en la Sala «Millington Drake» de la ciudad de Montevideo el 2 de julio de 1974.

- Datos: Q5796008